# Arthur d'Échérac
Arthur d'Échérac, né Arthur Auguste Mallebay du Cluzeau d'Échérac connu sous le pseudonyme G. Dargenty, le 26 février 1832 à Guéret et mort le 22 août 1919 dans le 6e arrondissement de Paris, est un journaliste, critique d'art, écrivain et sculpteur français.
Il est aussi inspecteur général de l'Assistance publique et maire de Sèvres à la fin du XIXe siècle.

## Biographie

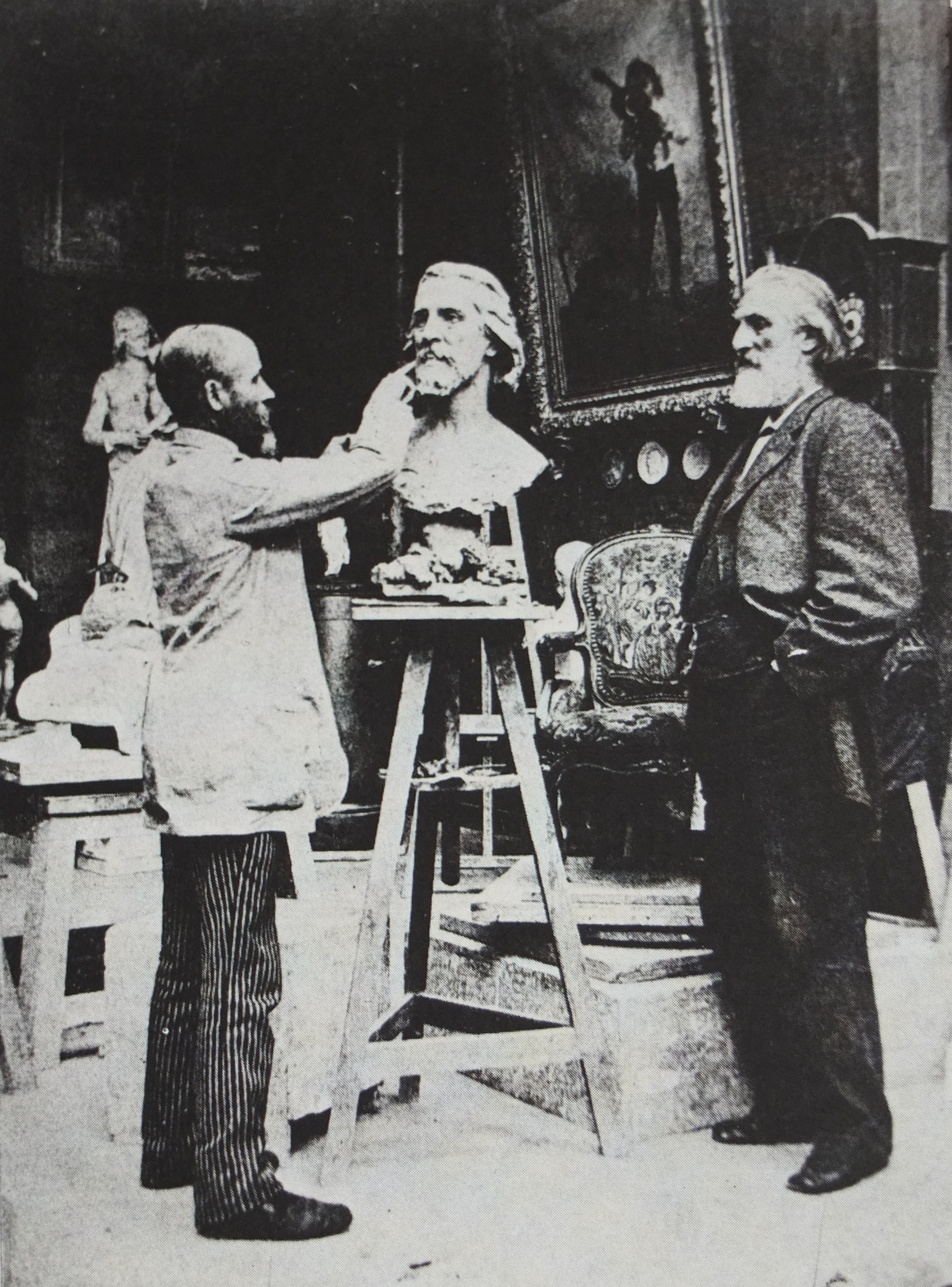
Jean Gautherin travaillant au buste d'Arthur d'Échérac (vers 1880), photographie anonyme.

Arthur d'Échérac est élève du lycée Guez-de-Balzac d'Angoulème et du lycée de Poitiers, puis est licencié en droit de la faculté de Paris. Il entre à la préfecture de la Seine en 1860 puis dans les services de l'Assistance publique. Il progresse dans cette administration et termine comme inspecteur général de 1882 à 1896.
Parallèlement, il s'intéresse à la sculpture. Il a pour maître Jean Gautherin qui réalise aussi son buste. Il expose au Salon des artistes français de 1870 à 1889. Il travaille plus spécialement sur des médaillons ou des bustes de personnages contemporains tels que Georges Clemenceau, Léon Cladel, Ferdinand Fabre ou Michel Möring. 
Arthur d'Échérac fonde et rédige seul de 1884 à 1889 la revue L'Art ornemental et collabore en tant que critique d'art à de nombreux journaux et revues comme L'Art, Courrier de l'art, La Revue française, La République française, Justice, Le Temps, Canton de Sèvres, Journal de Versailles, La République des lettres, Revue littéraire et artistique. Sous le pseudonyme de G. Dargenty, il publie une dizaine de livres dans le domaine de l'art.
Il occupe deux fois la fonction de maire de Sèvres, de 1886 à 1889 et de 1898 à 1900. En 1901, il est membre de la Société d'anthropologie de Paris. Il est inhumé à Paris, au cimetière du Montparnasse (19e division).

## Distinctions
En mars 1885, Arthur d'Échérac est nommé chevalier de l'ordre national de la Légion d'honneur

## Œuvres

### Publications
- G. Dargenty, Le Roman d'un exilé, tome 2 : roman de mœurs et études sociales, Paris, Éditions Alphonse Lemerre, 1872.
- G. Dargenty, Eugène Delacroix, par lui-même, Éditions J. Rouam, 1885 ([lire en ligne] sur le site Gallica.fr).
- G. Dargenty, Le Baron Gros, Paris, Librairie de l'Art , 1887.
- G. Dargenty, Antoine Watteau, Paris, Librairie de l'Art, 1891.
- Arthur d'Échérac, L'Assistance publique : ce qu'elle fut, ce qu'elle est, Paris, Éditions Georges Steinheil, 1909.

### sculpture
- Paris :
  - cimetière du Montparnasse :
    - 6e division : Louis Asseline, médaillon en bronze ornant le monument funéraire de l'homme de lettres ;
    - 15e division : Michel Möring, buste en bronze ;
    - 19e division : Auguste Coudereau, médaillon en bronze ornant le monument funéraire du pharmacien.

Œuvres d'Arthur d'Échérac
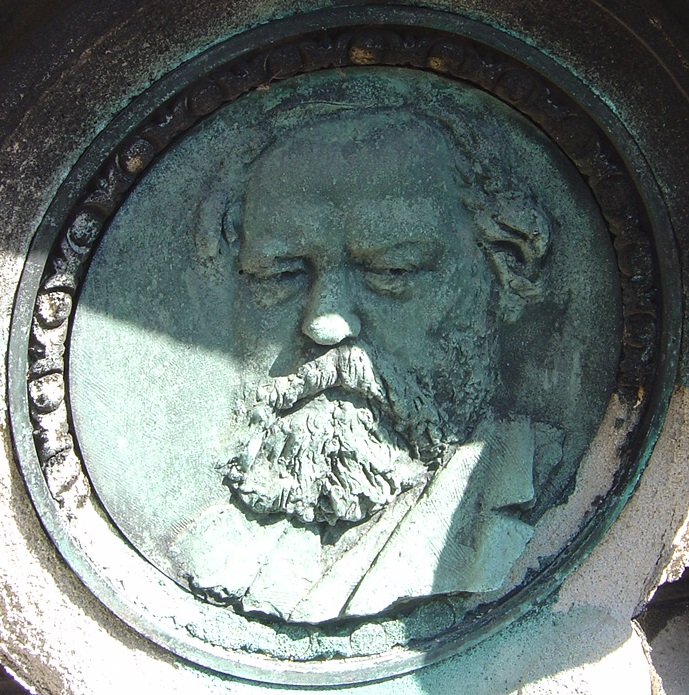
Louis Asseline, médaillon en bronze, Paris, cimetière du Montparnasse.
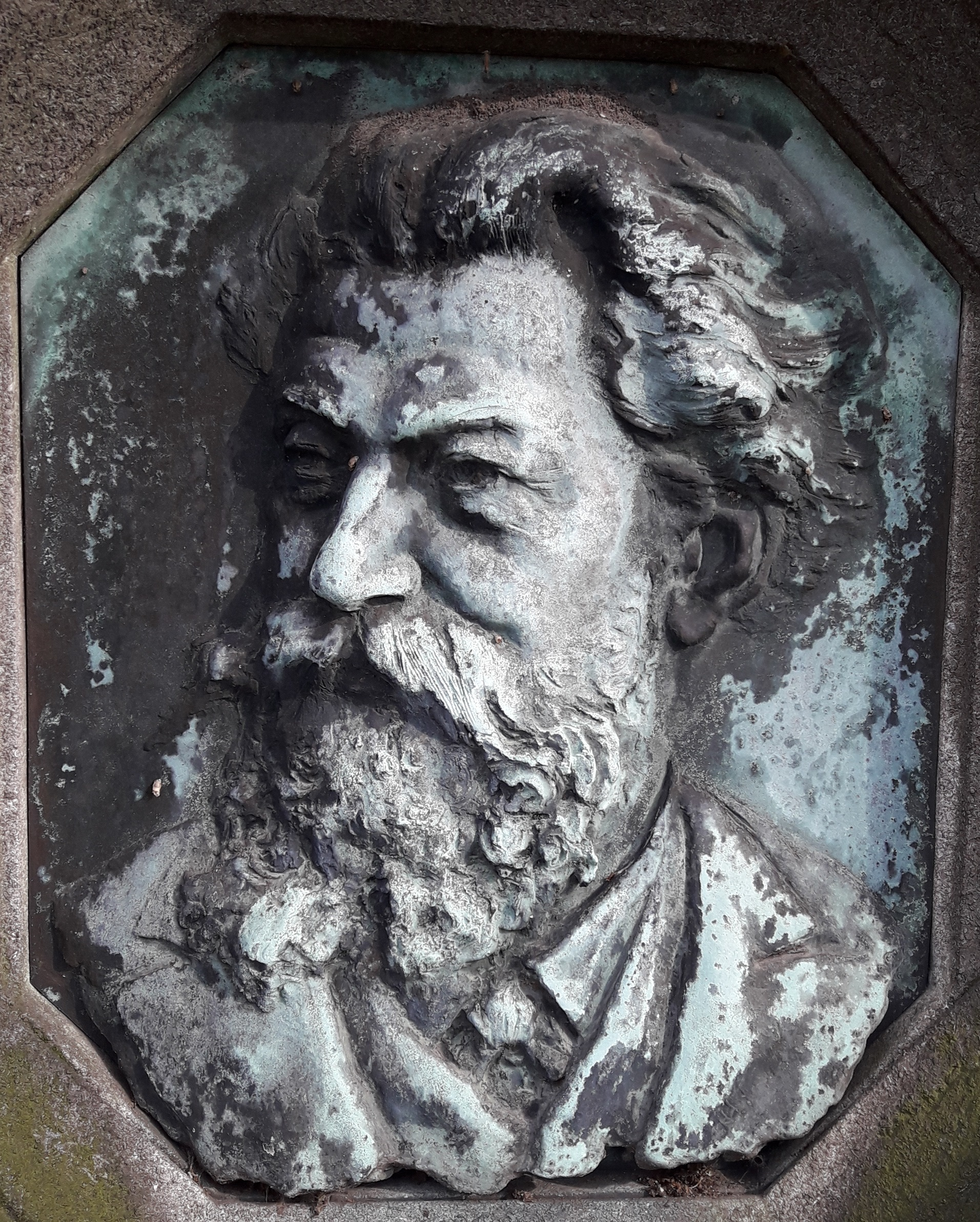
Auguste Coudereau, médaillon en bronze, Paris, cimetière du Montparnasse.